# Topplista
En topplista är en lista där man till exempel skriver ned vilka filmer, melodier, skivalbum eller datorspel som under en viss tid, till exempel vecka, månad eller år, är populärast inom ett på förhand utvalt område. För videofilmer och datorspel finns också uthyrningslistor. Inom musiken kallas topplistan också för hitlista eller hitparad.
Det utvalda området omfattar oftast en självständig stat, men kan exempelvis även delas in efter dels delstater. Det finns olika slags topplistor, sådana där man röstar och sådana där man räknar efter försäljningslistor. En musiktopplista kan även räkna efter vilka låtar som spelats mest i radio.